# 大阪府洋菓子技術専門校
大阪府洋菓子技術専門校（おおさかふようがしぎじゅつせんもんこう）は大阪市中央区島之内の大阪府洋菓子協会内にある、認定職業訓練による職業能力開発校。

## 概要
大阪府洋菓子工業協同組合、大阪府洋菓子協会が設立した職業訓練法人大阪府洋菓子職業訓練協会が運営する。仕事をしながら学ぶ夜間訓練施設である。洋菓子の生産と品質の向上を図り次代を背負う技術者の育成指導と、業界の発展に寄与することを目的に開校した。
職業訓練指導員免許を取得している職業訓練指導員のもと事業所内訓練1年間と、夜間開校の集合訓練（午後5時30分～9時まで）で 学科、実技の授業を合計1400時間受け製造技術を磨く。
入校資格は協同組合加入の事業所で洋菓子製造に従事している者、洋菓子店で働いている者であるが、組合員以外の事業所に勤務の場合は事業所代表者の入校承諾を必要とする。
学科、実技訓練を修了し、技能照査（卒業試験）に合格すると校長と大阪府知事より技能士補の称号が交付され、二級技能検定（国家試験）のとき学科試験が免除になる。

## 授業内容
- 学科（基礎学科、材料学科、製菓機械科、製菓学科）
- 実技
- 材料工場見学
- 学校内コンテスト

## 沿革
- 1969年（昭和44年） 大阪府洋菓子技術専門校設立
- 1998年（平成10年） 大阪府洋菓子職業訓練協会が府から職業訓練法人認定